# Râul Jilț Slivilești
Râul Jilțul Slivilești este un curs de apă, afluent de dreapta al râului Jilț.